# Felix Berthold
Felix Berthold (vollständiger Name Alexander Heinrich Felix Berthold; geboren 4. Juni 1859 in Magdeburg; gestorben 13. August 1909 in Hannover) war ein deutscher Stabs- und Garnisonarzt sowie Fabrikant. Er war einer der Hauptbeteiligten bei der Untersuchung des mutmaßlichen Leibniz-Grabes.

## Leben
Felix Berthold wurde als Sohn des Oberstabs- und Garnisonsarztes Alexander Hugo Berthold und der Katharine Charlotte Elisabeth Persius in Magdeburg geboren Er besuchte bis zu seinem 18. Lebensjahr in Hannover fünf Jahre lang das dortige Lyceum I, bevor er zum Studium der Medizin vom 1. April 1878 bis zum 15. Februar 1882 die spätere Kaiser-Wilhelms-Akademie in Berlin besuchte. Am 21. Mai 1883 wurde er an der Berliner Universität mit seiner Dissertation unter dem Titel Statistischer Beitrag zur Kenntniss des chronischen Magengeschwürs promoviert. Am 27. Januar 1885 wurde er zum Assistenzarzt befördert.
Berthold heiratete am 23. Mai 1889 in Hannover Bertha Meinicke (geboren 10. November 1869 in Hannover; gestorben 16. Juli 1950 ebenda).
Berthold wirkte zeitweilig als Bataillonsarzt beim Infanterieregiment Nr. 79 in Hildesheim, bevor er am 21. April 1891 als Stabsarzt aus dem aktiven Dienst ausschied. Anschließend wurde er Besitzer einer Fabrik als Teilhaber ab 1891 und Nachfolger seines Schwiegervaters Heinrich Meinecke in der Firma J. C. König & Ebhardt.
In seinem Todesjahr 1909 hatte der Stabsarzt a. D. seinen hannoverschen Wohnsitz im Hause Jägerstraße 14.
Felix Berthold wurde in dem – erhaltenen – Familiengrab auf dem Stadtfriedhof Engesohde, Abteilung 9 K beigesetzt.

## Öffnung des Leibniz-Grabes

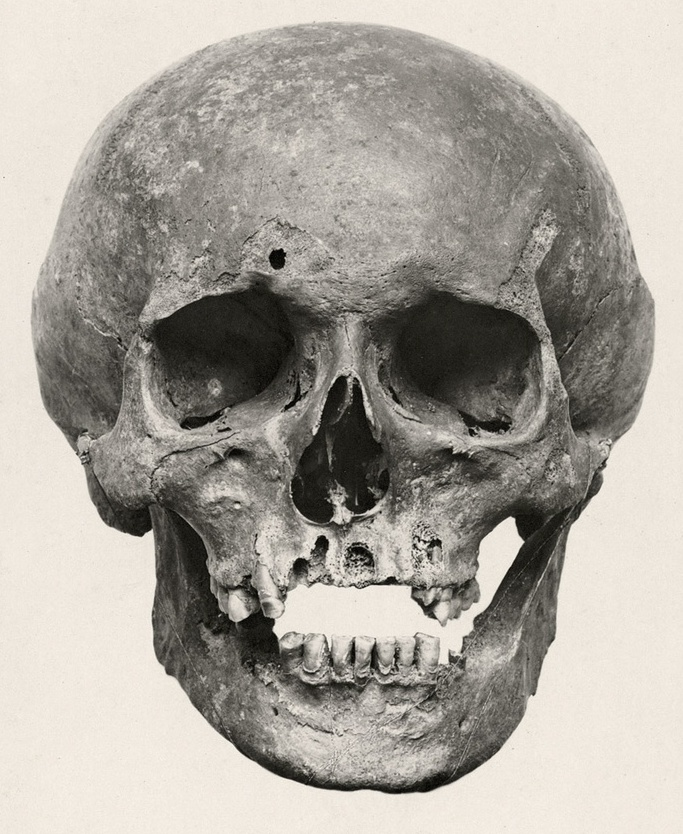
Schädel von Gottfried Wilhelm Leibniz, Foto von Georg Alpers junior

Bei einem Umbau der Neustädter Hof- und Stadtkirche St. Johannis nach Plänen des Architekten Hermann Schaedtler – Bauführer war Theodor Hörner, die Deckenmalerei besorgte der Kunstmaler Oscar Wichtendahl – wurde 1902 auch die Gruft unter dem Grabstein mit der Inschrift ossa leibnitii für den Universalgelehrten Gottfried Wilhelm Leibniz geöffnet. An der Untersuchung des am 4. Juli 1902 geöffneten Grabes nahm auch „Dr. med. und Stabsarzt a. D. Felix Berthold“ teil. Er assistierte dem Anatomen Wilhelm Krause vom königlichen anatomischen Institut in Berlin bei der Untersuchung und Vermessung des Schädels sowie bei der Erstellung eines Verzeichnisses der vorgefundenen Knochen. Dabei war auch der erste Pastor und Vorsitzende des Kirchenvorstandes Karl Julius Mohr anwesend, der später eine Niederschrift zur Grabmalsöffnung fertigte. Nach der Untersuchung fotografierte Georg Alpers junior den Schädel, von dem der Bildhauer Anton Stietz anschließend verschiedene Gipsabdrücke fertigte.
Aus dem Nachlass Bertholds stammt das Original des handschriftlich von dem Gemeindepastor Mohr 1902 verfassten Protokolls der Graböffnung. Bertholds Enkelin Roswitha von Lingelsheim hatte das Dokument in den Unterlagen ihrer Eltern gefunden und übereignete es im Jahr 2009 der Pastorin Martina Trauschke für das Gemeindearchiv der Neustädter Hof- und Stadtkirche.

## Schriften
- Statistischer Beitrag zur Kenntniss des chronischen Magengeschwürs (Aus den Sectionsprotokollen des pathologischen Instituts zu Berlin), Dissertation 1882 an der Universität Berlin, 1882